# Enstrom 480
Die Enstrom 480 ist ein fünfsitziger, einmotoriger Hubschrauber des US-amerikanischen Unternehmens Enstrom Helicopter Corporation mit Turbinenantrieb.

## Geschichte

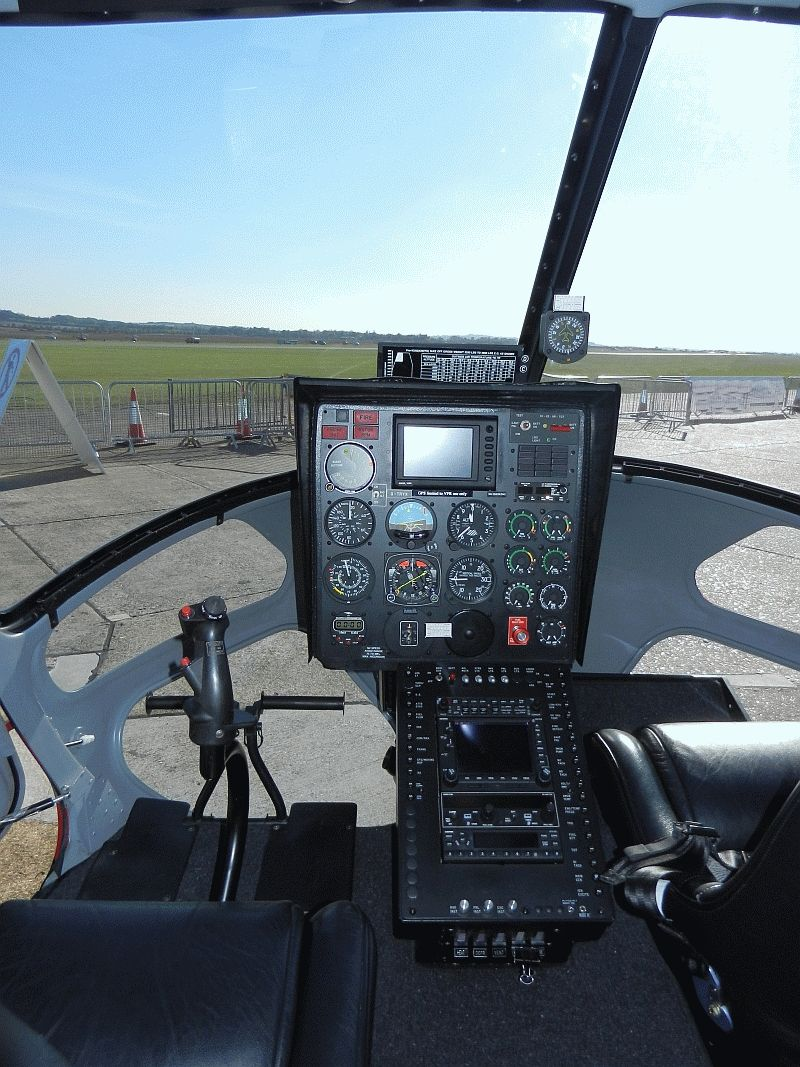
Das Cockpit einer Enstrom 480B

Die United States Army war in den Jahren 1989 bis 1993 auf der Suche nach einem neuen Trainingshubschrauber für die United States Army Aviation School in Fort Rucker im US-Bundesstaat Alabama, um den in die Jahre gekommenen Bell UH-1 zu ersetzen, und initiierte die Ausschreibung für einen neuen Hubschrauber unter dem Namen NTH (New Training Helicopter).
Bereits 1988 führte Enstrom Marktanalysen und Designstudien für einen turbinengetriebenen, größeren Hubschrauber durch und nahm an dieser Ausschreibung neben anderen Herstellern (u. a. Schweizer Aircraft Corporation, Bell Helicopter, Aérospatiale) für bis zu 200 Stück teil.
Als Basis diente die Enstrom 280FX, welche eine Allison 250-C20W-Wellenturbine anstatt des Lycoming-Kolbenmotors erhielt. Die Kabine wurde vergrößert, drei Sitzplätze installiert, vorne zwei Sitzplätze mit doppelten Steuerungseinrichtungen (Lehrer/Schüler) und hinten ein Sitzplatz. Des Weiteren wurde das Instrumentenpanel vergrößert, der Rotordurchmesser erhöht, aerodynamische Optimierungen durchgeführt, größere horizontale und vertikale Seitenleitwerke installiert, und unter anderem noch ein größeres Landegestell entworfen. In dieser Konfiguration war es möglich, zwei Flugschüler für IFR und VFR gleichzeitig auszubilden.
Dieser Prototyp (N8631E) flog erstmals am 7. Oktober 1989 und wurde am 11. September 1992 durch die Luftfahrtbehörde FAA nach FAR Part 27 zugelassen. Der damalige CEO von Enstrom, Robert M. „Bob“ Tuttle, bestätigte einen Gesamtpreis von 91 Millionen US-Dollar für 157 Stück der TH-28. Der Zuschlag erging 1993 an die Bell TH-67, von der 137 Stück geordert wurden.
Das Projekt wurde als zivile Variante unter der Bezeichnung Enstrom 480 weitergeführt, wobei hierfür das Instrumentenpanel verkleinert wurde und die doppelte Steuereinrichtung abnehmbar ist. Weiters wurde ein Gepäckraum installiert. Für die Enstrom 480 waren in der Standardausstattung als Neupreis 1994 ca. 460.000, 2009 ca. 800.000 und 2011 ca. 1.070.000 US-Dollar zu bezahlen.

## Konstruktion

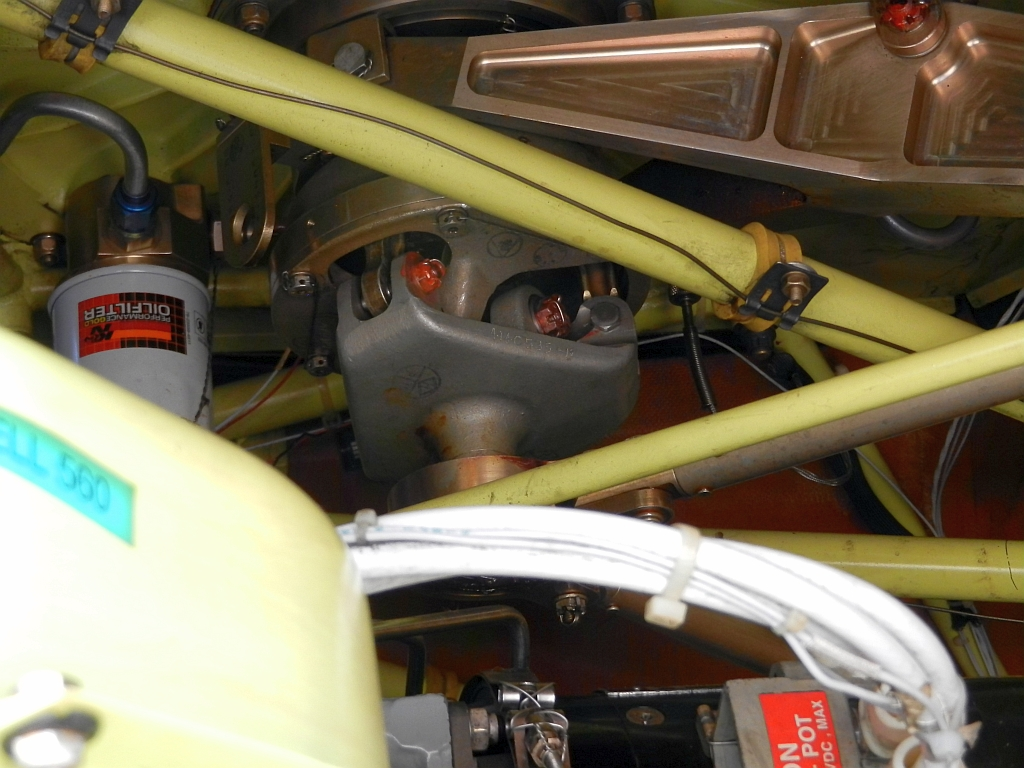
Die innenliegende Taumelscheibe der Enstrom 480

Wie bei allen Enstrom-Hubschraubern befindet sich die vor Umwelteinflüssen geschützte Taumelscheibe von außen nicht sichtbar unter dem Hauptgetriebe, die Ansteuerung der Rotorblätter erfolgt mittels Schubstangen durch den hohlen Rotormast. Der vollgelenkige 3-Blatt-Hauptrotor ist in Ganzmetall ausgeführt und als Drehmomentausgleich dient ein 2-Blatt-Heckrotor. Die geräumige Kabine der Enstrom 480 bietet Platz für bis zu fünf Insassen inkl. Pilot, die Sitzkonfiguration kann individuell angepasst werden.

## Versionen
TH-28
Zugelassen am 11. September 1992, basierend auf der Enstrom 280FX, Konstruktionsnummer 3001–3006
480 (Basismodell)
Zugelassen am 10. November 1993, ziviles Serienmodell der TH-28, Konstruktionsnummer ab 5000
480(A)
Zugelassen am 12. August 1996, Weiterentwicklung der 480 Basisversion mit unter anderem erhöhter Rotordrehzahl
480B
Zugelassen am 8. Februar 2001 hat die 480B hat gegenüber der 480 eine erhöhte Abflugmasse (von etwa 1290 kg auf 1360 kg), eine erhöhte Motorleistung (von 289 shp auf 305 shp), eine erhöhte Zuladung (von ca. 530 kg auf 590 kg) und unter anderem eine verbesserte Vibrationsdämpfung.

## Technische Daten
(Herstellerangaben für die Enstrom 480B)
| Kenngröße               | Daten                          |
| ----------------------- | ------------------------------ |
| Besatzung               | 1                              |
| Passagiere              | max. 4                         |
| Länge                   | 9,2 m                          |
| Höhe                    | 3 m                            |
| Rotordurchmesser        | 9,8 m                          |
| Breite über Kufen       | 2,4 m                          |
| Triebwerk               | Wellenturbine Allison 250-C20W |
| Höchstgeschwindigkeit   | 230 km/h (124 kn)              |
| Reisegeschwindigkeit    | 201 km/h (109 kn)              |
| max. Reichweite         | 657 km (355 NM)                |
| Dienstgipfelhöhe        | 10.000 Fuß                     |
| Treibstoffmenge         | 341 l Kerosin                  |
| Leermasse               | 826 kg                         |
| max. Startmasse         | 1360 kg                        |
| Basispreis (Stand 2009) | USD 800.000                    |

## Vergleichbare Hubschraubertypen
- Bell 206
- EC 120
- MD 500
- PZL SW-4
- Robinson R66
- Schweizer S-333
- Schweizer S-434